# Jippu
Jippu, pseudonimo di Meri-Tuuli Elorinne, precedentemente Kankainen (Helsinki, 10 settembre 1985), è una cantante finlandese.

## Biografia
A gennaio 2005 Jippu è stata la prima artista ad unirsi alla neonata etichetta discografica Helsinki Music Company, ora parte della Warner Music Finland. Il suo album di debutto, Salaisuuksia, joita yksinäiset huutaa unissaan, è uscito a settembre 2006 e si è rivelato un successo commerciale, raggiungendo l'11ª posizione in classifica e vendendo più di 15 000 copie a livello nazionale. Il disco ha fruttato a Jippu un Emma gaala, il maggiore riconoscimento musicale finlandese, per il miglior debutto dell'anno.
Più fortunato è stato il secondo album del 2008, Kuka teki minusta tän naisen, che ha debuttato direttamente in vetta alla classifica dei dischi più venduti in Finlandia. Con uno dei brani, Kanna minut, la cantante ha partecipato ad Euroviisut, il programma di selezione finlandese per l'Eurovision Song Contest 2008, venendo però eliminata in semifinale.
Nel 2010 ha pubblicato un album collaborativo con Samuli Edelmann, intitolato Pimeä onni. Il disco è diventato il suo maggiore successo commerciale: ha venduto oltre 24 000 copie ed è stato certificato disco di platino, così come il singolo di lancio Jos sä tahdot niin, numero uno nella Suomen virallinen lista, le cui vendite hanno superato le 12.000 unità.
Nel corso del decennio successivo la carriera di Jippu ha sofferto di un calo di attenzione dal pubblico. Il quarto album Väärinpäin lentävät linnut, uscito nel 2012, ha raggiunto l'8º posto in classifica, mentre l'album natalizio del 2014, Rakkauden joulu, non è andato oltre la 23ª posizione.
Nel 2012 Jippu ha partecipato alla settima edizione di Tanssii tähtien kanssa (la versione finlandese di Ballando con le stelle), dove è stata affiancata da Juri Trosenko; tuttavia, la coppia è stata eliminata nella prima puntata.

## Discografia

### Album
- 2006 - Salaisuuksia, joita yksinäiset huutaa unissaan
- 2008 - Kuka teki minusta tän naisen
- 2010 - Pimeä onni (con Samuli Edelmann)
- 2012 - Väärinpäin lentävät linnut
- 2014 - Rakkauden joulu
- 2016 - Made in Heaven
- 2018 - Getsemane

### Singoli
- 2005 - Kii
- 2006 - Kukkakaupan kulmalla
- 2006 - Enkelten kaupunki
- 2006 - Kaksi kauneinta
- 2006 - Piiloon
- 2007 - Vanha kaunis mies
- 2008 - Kanna minut
- 2008 - Kuka teki minusta tän naisen
- 2008 - Tuonelan koivut
- 2009 - Jos sä tahdot niin (con Samuli Edelmann)
- 2010 - Pimeä onni (con Samuli Edelmann)
- 2010 - Joo, joo, mä rakastan sua (con Samuli Edelmann)
- 2012 - Väärinpäin lentävät linnut
- 2012 - Eva (Nukutaan kielletyllä iholla)
- 2014 - Heinillä härkien kaukalon
- 2016 - Made in Heaven (feat. Mukaveli)

#### Come featuring
- 2015 - Mitä ikinä (Mukaveli feat. Jippu)